# 버지니아 헌터

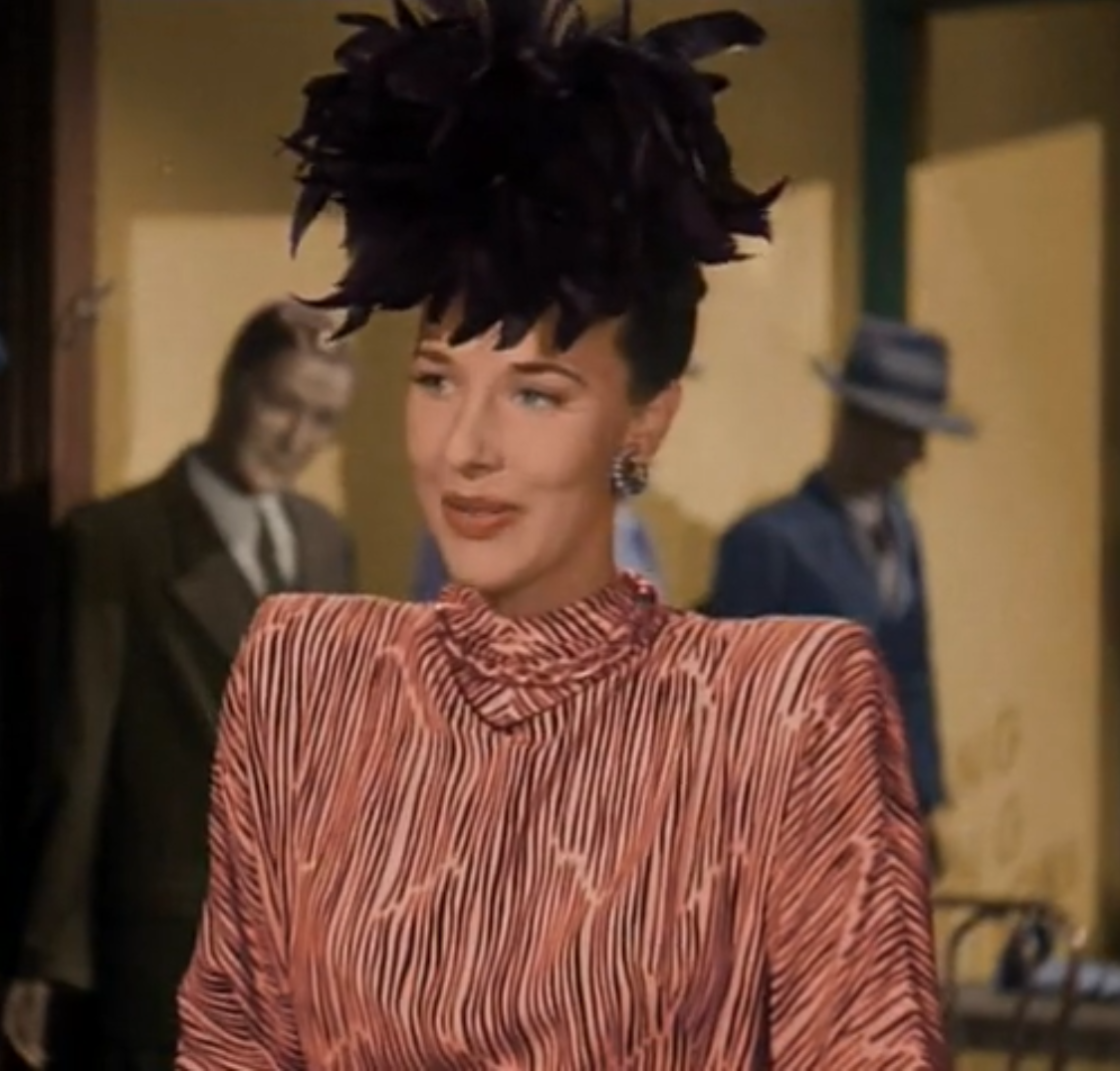

버지니아 헌터(Virginia Hunter, 1920년 2월 20일 ~ 2012년 3월 23일)는 미국의 배우, 영화배우이다.
스프링필드에서 태어났다.

## 영화
- 포획 (1949년)
- 히 워키드 바이 나이트 (1948년)
- 천국의 사도 조단 2 (1947년)
- 걸 크레이지 (1943년)